# Czerniszówka
Czerniszówka (ukr. Чернилівка) – wieś na Ukrainie w obwodzie tarnopolskim, w rejonie tarnopolskim.
W czasach II Rzeczypospolitej w powiecie skałackim województwa tarnopolskiego. W 1939 r. wieś liczyła ok. 800 mieszkańców, w tym 29% Polaków. W kwietniu 1944 r. w czasie ataku nacjonalistów ukraińskich z OUN – UPA zginęło tutaj 51 Polaków, a znaczna część gospodarstw spłonęła.
Do 2020 w rejonie podwołoczyskim.